# Goéland à ailes grises
Larus glaucescens
Espèce
Statut de conservation UICN

 LC  : Préoccupation mineure
Le Goéland à ailes grises est une espèce d'oiseaux appartenant à la famille des Laridae.

## Répartition
Cet oiseau niche sur les côtes orientales de Sibérie, d'Alaska et de l'ouest du Canada.

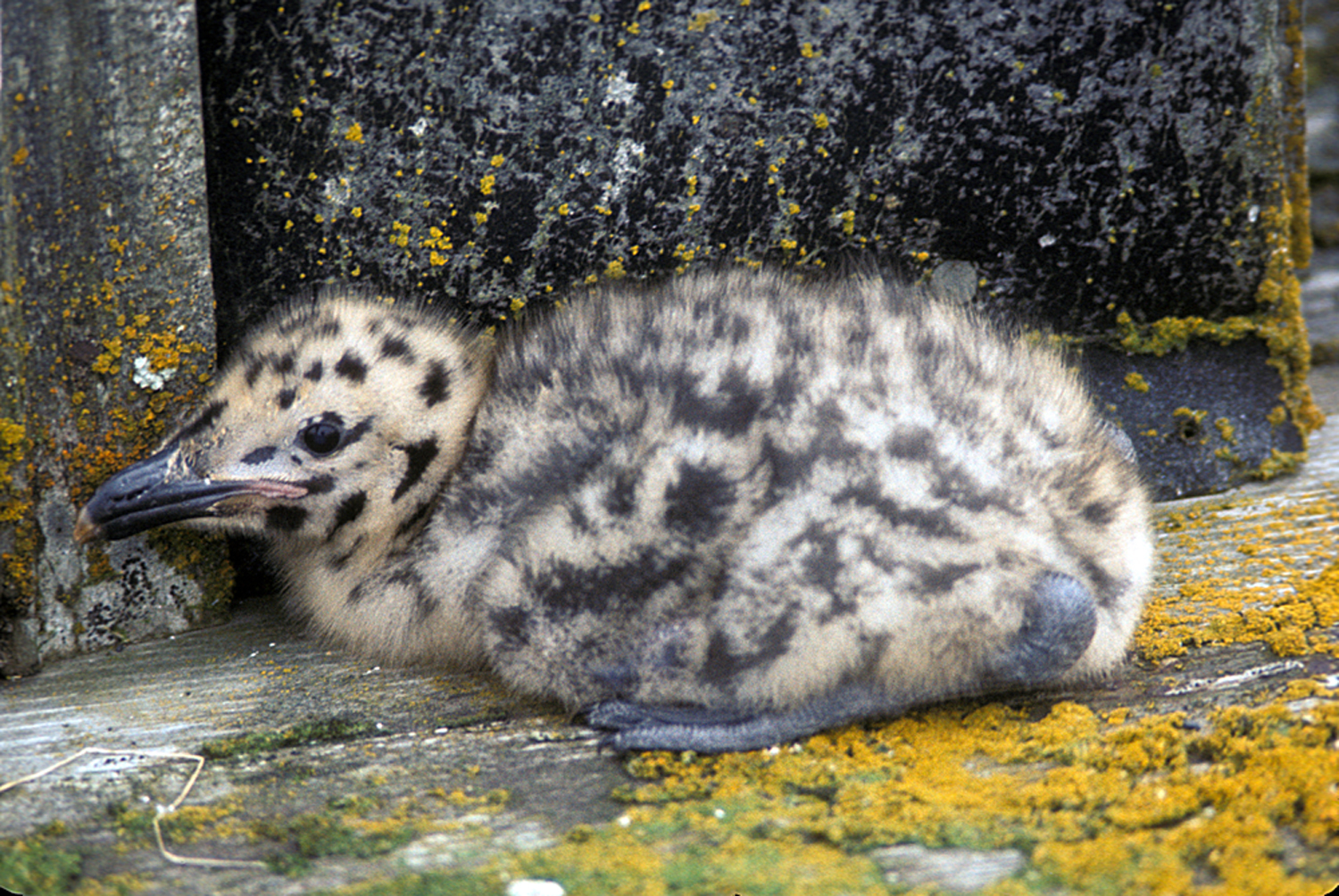
Poussin